# Мартин Силва
Мартин Андрес Силва Леитес (шп. Martín Andrés Silva Leites; Монтевидео, 25. март 1983) професионални је уругвајски фудбалер који игра на позицији голмана.

## Клупска каријера
Силва је највећи део своје играчке каријере (9 сезона) провео играјући за уругвајски Дефенсор спортинг из Монтевидеа са којим је освојио титулу националног првака у сезони 2007/08. 
У августу 2011. потписује уговор са парагвајском Олимпијом из Асунсиона са којом исте године осваја и титулу националног првака. У екипи из главног града Парагваја провео је још две сезоне, а потом у децембру 2013. потписује четворогодишњи уговор са бразилским великаном Васко да Гамом из Рија (уговор продужио у октобру 2017. на још две сезоне). 

## Репрезентативна каријера
Силва је у периоду 200−2002. играо за све млађе репрезентативне селекције Уругваја. 
Први наступ у дресу сениорске репрезентације Уругваја имао је 12. августа 2009, а била је то пријатељска утакмица против селекције Алжира. Потом је био у саставу репрезентације као трећи голман и на Светском првенству 2010. где су Уруси освојили четврто место, и Копа Америка 2011. где је Уругвај освојио златну медаљу. 
Прву утакмицу на великим такмичењима одиграо је 23. јуна 2013. на Купу конфедерација када је бранио на утакмици против Тахитија коју су Уругвајци добили резултатом 8:0. Пет месеци касније одиграо је обе утакмице интерконтиненталних квалификација за СП 2014. против селекције Јордана. 
Био је члан репрезентације и на светским првенствима у Бразилу 2014. и Русији 2018. године. 

## Успеси и признања
ФК Дефенсор спортинг
- Првенство Уругваја: шампион 2007/08.

 ФК Олимпија Асунсион
- Првенство Парагваја: шампион 2011.
- Копа либертадорес: финалиста 2013.

 Уругвај
- Копа Америка:  2011.

Индивидуална признања
- Најбољи голман Јужне Америке 2013.